# Кортес, Хулио Сесар
Ху́лио Се́сар Корте́с Ла́гос, также известный под прозвищем Эль-По́чо (исп. Julio César Cortés Lagos; 29 марта 1941, Монтевидео — 24 июля 2025) — уругвайский футболист, выступавший на позиции полузащитника; затем работал тренером. На клубном уровне известен по выступлениям за «Пеньяроль», с которым в 1966 году завоевал Кубок Либертадорес и Межконтинентальный кубок. Также выступал за другие уругвайские, аргентинские и центральноамериканские команды. Один из пяти футболистов, трижды выступавших в составе сборной Уругвая в финальной стадии чемпионатов мира. Полуфиналист чемпионата мира 1970 года.

## Биография
Кортес дебютировал в профессиональном футболе очень рано — в 16 лет, в составе «Феникса». В 1958 году он впервые попал в «Пеньяроль», но закрепиться в основном составе не смог и в 1960 году перешёл в «Суд Америку», в которой продолжил выступать в том числе и за молодёжную команду вплоть до 1962 года. В том же году впервые получил вызов в национальную сборную и принял участие в чемпионате мира в Чили.
До 1965 года Кортес сменил ещё три клуба, успев поиграть в аргентинских «Химнасии» (Ла-Плата) и «Росарио Сентрале», а также в «Серро».
В 1966 году Эль-Почо вернулся в «Пеньяроль», где на сей раз сумел закрепиться в основе и стать одним из лидеров полузащиты. Годы, проведённые в стане «Ауринегрос», стали самыми насыщенными для Кортеса в плане достижений. Уже в 1966 году он стал частью команды, сумевшей выиграть Кубок Либертадорес, а затем переиграть мадридский «Реал» в матчах за Межконтинентальный кубок — второй в истории «Пеньяроля». В том же году Кортес во второй раз принял участие в Кубке мира вместе со сборной Уругвая.
В следующие два года Кортес вместе с «Пеньяролем» выиграл подряд два титула чемпиона Уругвая, а в 1969 году прибавил в свою коллекцию трофеев Суперкубок межконтинентальных чемпионов.
В 1970 году Эль-Почо в третий раз стал участником чемпионата мира. Он начинал турнир на скамейке запасных, но травма, полученная капитаном сборной Педро Рочей в самом начале стартового матча против сборной Израиля, вынудила Хуана Хохберга произвести замену и выпустить на поле Кортеса. Полузащитник «Пеньяроля» не подвёл главного тренера и успешно заменил Рочу, сыграв во всех оставшихся матчах сборной, которая в итоге заняла четвёртое место на Мундиале. По окончании турнира Кортес завершил выступления в Селесте. Он стал одним из пяти уругвайцев, сыгравших в финальных стадиях чемпионатов мира 3 раза, наряду с Ладислао Мазуркевичем, Вильямом Мартинесом, Виктором Эспарраго и Луисом Кубильей. Лишь один уругваец сыграл на четырёх Кубках мира — Педро Роча (1962—1974).
С 1971 по 1978 год Кортес завершал карьеру в центральноамериканских чемпионатах. По окончании карьеру футболиста стал жить в Гватемале. Долго работал тренером, возглавляя гватемальские, коста-риканские, сальвадорские клубы. В 1983 году привёл «Сучитепекес» к единственной в истории клуба победе в первенстве Гватемалы. Дважды завоёвывал Кубок Гватемалы. В 2001 году выиграл с национальной командой Гватемалы Центральноамериканский кубок, — это была первая и единственная победа гватемальцев в данном турнире.
Умер 24 июля 2025 года в возрасте 84 лет.

## Титулы и достижения

### Как игрок
- Чемпион Уругвая (2): 1967, 1968
- Обладатель Кубка Либертадорес (1): 1966
- Обладатель Межконтинентального кубка (1): 1966
- Обладатель Суперкубка межконтинентальных чемпионов (1): 1969
- 4-е место на чемпионате мира (1): 1970

### Как тренер
- Чемпион Гватемалы (1): 1983
- Обладатель Кубка Гватемалы (2): 1984/85, 2005
- Обладатель Центральноамериканского кубка (1): 2001